# 孔雀天使

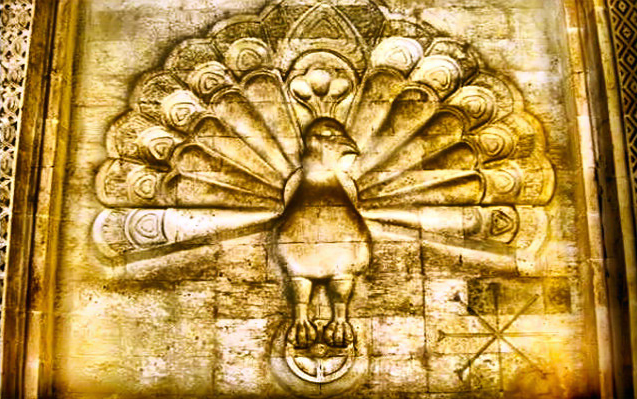
孔雀天使

孔雀天使（Melek Taus）是伊拉克等地亞茲迪教派庫德人信奉的主要天使。亞茲迪人相信孔雀天使是七天使的領袖，每天向他祈禱兩次，孔雀天使在每年的四月的第一个星期三（即亞兹迪人的新年第一天）降临人间。
亞茲迪教相信上帝創世時，以自身的光明（Ronahî）創造了孔雀天使（Tawsi Melek），繼而創造六個熾天使，後來上帝以塵土創造亞當，並以自身的氣息賦予亞當生命，上帝得意，命令熾天使們向亞當跪拜，所有天使都跪拜了，但孔雀天使對上帝說：「我無法遵命，因我是由您的榮耀所創造，而亞當出自於塵土。」於是上帝就稱讚孔雀天使，並叫其他天使向孔雀天使跪拜。亞茲迪人因此相信孔雀天使代替神引導人類，並於每年的四月的第一個禮拜三降臨人間，這也就成為雅茲迪人的新年。
因為《古蘭經》敘述，悖離阿拉的惡魔伊布力斯，也有拒絕禮拜亞當的傳說，所以許多穆斯林把孔雀天使當作伊布力斯。不過，根據雅茲迪人的傳說，這兩者不但毫無關係（雅茲迪人認為孔雀天使是加百列），雅茲迪人還認為撒但早在基督下降至陰間的三日期間，向基督懺悔了，所以基督靠著上帝給予的權柄，赦免了他的罪，並恢復了他的天使地位。

## 相关作品
羅伯特·歐文·霍華德的怪奇小說『Dig Me No Grave』有以『Melek Taus』之名登場的孔雀形魔王。
瑞典交響樂金屬樂隊Therion其中一首歌“Melek Taus”亦以Melek Taus命名。
日本漫畫家荻野真著作的《孔雀王》，將孔雀天使的概念融入故事設定之中。